# Sedlmayr János

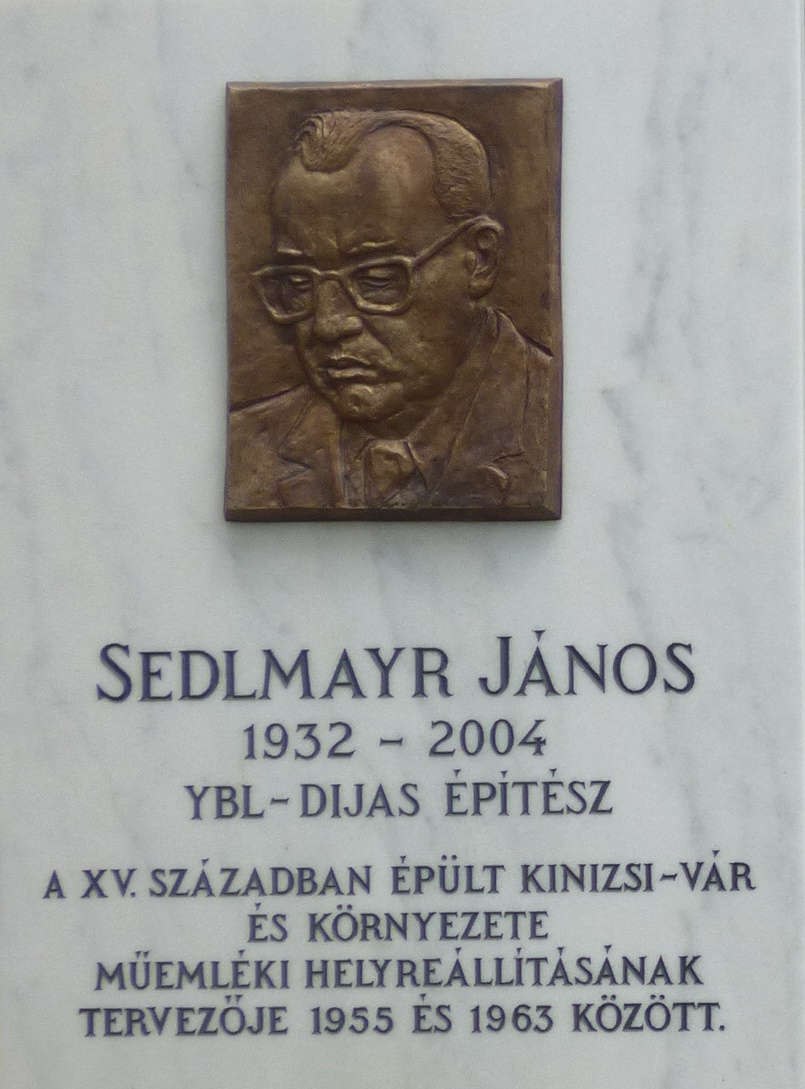
Sedlmayr János emléktáblája a nagyvázsonyi várban

Sedlmayr János (Sopronhorpács, 1932. április 10. – Budapest, 2004. december 16.) Ybl-díjas építészmérnök, a magyar műemlékvédelem kiemelkedő személyisége. Felesége Sedlmayrné Beck Zsuzsa Ybl-díjas építész.

## Életpályája
Sedlmayr János 1932-ben született osztrák származású értelmiségi családban. Édesapja Kurt Sedlmayr (1900–1965) akadémikus, Kossuth-díjas növénynemesítő, nagybátyja Hans Sedlmayr, a Salzburgi Egyetem művészettörténész professzora. János a soproni bencés gimnáziumban szerzett érettségije után édesapja ösztönzésére – aki korán felfigyelt rajztehetségére – a Budapesti Műszaki Egyetem Építészmérnöki Karán szerzett 1955-ben építészmérnöki oklevelet. Még hallgató korában, a Műemlékvédelem fakultatív tárgy kapcsán került kapcsolatba Dr. Gerő Lászlóval, akinek a hívására jutott 1957-ben az Országos Műemléki Felügyelőség Tervezési osztályára, amely aztán élete végéig meghatározó jelentőségű munkahelye volt. Kiemelkedő hatású mesterének vallotta Gerő Lászlót, aki mellett Entz Géza, Horler Miklós, Szakál Ernő voltak szintén példaképei.
Választott szakterületét, a műemlékvédelmet, tehetségével és szorgalmával példaadóan magas szinten művelte. Mindezt jól érzékelteti a saját maga által összeállított lista, amelyben 106 műemlék-helyreállítási terv, 40 új épület illetve épületrészlet, síremlék stb. található; indult 33 tervpályázaton – nagyon sok nyereménnyel. Publikációs listáján 290 tanulmány, rövidebb-hosszabb cikk és önálló kötet szerepel. Alkotó egyéniségére különösen jellemző volt az a készség, ahogy tervezett alkotásaival mintegy együtt élt, kutatta azok történetét-alakulását, és szinte mindegyiket igényes, történetileg hiteles, művészi igényességű rekonstrukciós, illetve magyarázó ábrákkal egészítette ki.

## Helyreállítási munkái
- A visegrádi Salamon-torony,
- a nagyvázsonyi vár,
- az ozorai vár,
- a kőszegi vár,
- Sopron belvárosában a középkori zsinagóga,
- a Tábornok-ház Sopronban,
- Győrben a Héderváry-kápolna,
- Vértesszentkereszten a kolostorrom.

## Díjai, elismerései
- Ybl Miklós-díj (1964)

## Kapcsolódó információk
- Icomos.hu Panteon: Sedlmayr János[halott link]
- Magyarszemle.hu: In memoriam Sedlmayer János Archiválva 2020. július 24-i dátummal a Wayback Machine-ben

1. 1 2  Francia Nemzeti Könyvtár: BnF-források (francia nyelven)
2. ↑  PIM-névtér-azonosító. (Hozzáférés: 2020. június 2.)
3. ↑  https://real-j.mtak.hu/18165/1/EPA01977_Soproni_Szemle_2009_63_1.pdf